# Favorit (film)
Favorit (v anglickém originále The Favor) je americká filmová komedie z roku 1994. Režisérem filmu je Donald Petrie. Hlavní role ve filmu ztvárnili Harley Jane Kozak, Elizabeth McGovern, Bill Pullman, Brad Pitt a Ken Wahl.

## Obsazení
| Harley Jane Kozak  | Kathy Whiting |
| Elizabeth McGovern | Emily         |
| Bill Pullman       | Peter         |
| Brad Pitt          | Elliot Fowler |
| Ken Wahl           | Tom Andrews   |
| Ginger Orsi        | Gina          |
| Leigh Ann Orsi     | Hannah        |
| Larry Miller       | Joe Dubin     |